# Coppa Placci 1996
La Coppa Placci 1996, quarantaseiesima edizione della corsa, si svolse il 29 settembre 1996 su un percorso di 210 km. La vittoria fu appannaggio dell'italiano Andrea Tafi, che completò il percorso in 5h08'00", precedendo i francesi Luc Leblanc e Richard Virenque.
I corridori che presero il via da Imola furono 163, mentre coloro che tagliarono il traguardo di San Marino furono 54.

## Ordine d'arrivo (Top 10)
| Pos. | Corridore        | Squadra                  | Tempo    |
| ---- | ---------------- | ------------------------ | -------- |
| 1    | Andrea Tafi      | Mapei-GB                 | 5h08'00" |
| 2    | Luc Leblanc      | Team Polti               | a 2"     |
| 3    | Richard Virenque | Festina-Lotus            | a 18"    |
| 4    | Andrea Ferrigato | Roslotto-ZG Mobili       | a 34"    |
| 5    | Paolo Valoti     | Cantina Tollo-Co.Bo.     | s.t.     |
| 6    | Valentino Fois   | Panaria-Vinavil          | s.t.     |
| 7    | Jesper Skibby    | TVM-Farm Frites          | s.t.     |
| 8    | Massimo Donati   | Saeco-Estro              | s.t.     |
| 9    | Marco Vergnani   | Amore & Vita-Galatron    | a 42"    |
| 10   | Alberto Elli     | MG Boys Maglificio-Tech. | a 44"    |